# Gunnel Wåhlstrand
Gunnel Agneta Wåhlstrand, född 12 juli 1974 i Uppsala, är en svensk målare, tecknare och  grafiker. 
Gunnel Wåhlstrand växte upp i Borås och utbildade sig på Dômen konstskola i Göteborg 1995–1996, på Hovedskous Målarskola i Göteborg 1996–1998 och vid Kungliga Konsthögskolan i Stockholm 1998–2003. 
Hon är känd för sina detaljerade tuschlaveringar med svartvita familjefotografier som förlagor. Hennes arbete karaktäriseras av minutiöst målande utan utrymme för misstag. Vid minsta fel kan hon börja om helt från början med tavlor.
Några tuschlaveringar av Gunnel Wåhlstrand har sålts för högt pris på konstauktioner i Sverige. År 2007 såldes Vid fönstret från 2003 för 600 000 kronor, 2010 såldes Evening dishes från 2005 för 1 025 000 kronor och 2014 såldes Nyårsdagen från 2005 för närmare 4,5 miljoner kronor. Wåhlstrand är representerad vid bland annat Moderna museet och Nordiska Akvarellmuseet.

## Ledamotskap och stipendier
- Ledamot av Konstakademien (LFrKA 2017)
- 2003: Maria Bonnier Dahlins stipendium
- 2018: Sten A Olssons kulturstipendium[8]

## Offentliga verk
- Bildsviten Ängen, 2008, i entrén till Hovrätten över Skåne och Blekinge i Malmö